# Оннен
Онне́н (фр. Onnaing) — коммуна во Франции, регион О-де-Франс, департамент Нор, округ Валансьен, кантон Анзен. Расположена в 6 км к северо-востоку от Валансьена. По территории коммуны проходит автомагистраль А2.
Население (2017) — 8 797 человек.

## Экономика
Структура занятости населения:
- сельское хозяйство — 0,1 %
- промышленность — 62,6 %
- строительство — 2,0 %
- торговля, транспорт и сфера услуг — 23,3 %
- государственные и муниципальные службы — 12,0 %

Уровень безработицы (2017) — 21,2 % (Франция в целом — 13,4 %, департамент Нор — 17,6 %). 

Среднегодовой доход на 1 человека, евро (2017) — 17 070 (Франция в целом — 21 110, департамент Нор — 19 490).

## Демография
Динамика численности населения, чел.

## Администрация
Пост мэра Оннена с 2017 года занимает член Коммунистической партии Ксавье Жуанен (Xavier Jouanin). На муниципальных выборах 2020 года возглавляемый им левый блок победил в 1-м туре, получив 60,08 % голосов.
| Период | Период | Фамилия         | Партия                   | Примечания                        |
| ------ | ------ | --------------- | ------------------------ | --------------------------------- |
| 1971   | 1977   | Андре Вандернот | Социалистическая партия  |                                   |
| 1977   | 1996   | Жорж Лен        | Коммунистическая партия  |                                   |
| 1996   | 2001   | Даниэль Крепен  | Коммунистическая партия  |                                   |
| 2001   | 2001   | Жорж Лен        |                          |                                   |
| 2001   | 2014   | Дениз Капель    | Демократическое движение | госслужащая в отставке            |
| 2014   | 2017   | Мишель Греом    | Коммунистическая партия  | территориальный чиновник, сенатор |
| 2017   |        | Ксавье Жуанен   | Коммунистическая партия  |                                   |